# Sonata para guitarra op. 47 (Ginastera)
La Sonata para guitarra Op. 47 (1976) es una obra del compositor argentino Alberto Evaristo Ginastera. Fue escrita para el guitarrista Carlos Barbosa-Lima, que la estrenó en Estados Unidos. Es su única obra conocida para este instrumento.